# Under the Tide
«Under the Tide» es una canción de la banda de synthpop escocesa Chvrches, de su primer álbum, The Bones of What You Believe. Fue lanzado como el sexto sencillo oficial del álbum el 5 de octubre de 2014 a través de Virgin Records y Goodbye Records.

## Descripción
«Under the Tide» es, junto con «You Caught the Light», las únicas canciones del álbum cantadas por Martin Doherty. La canción se caracteriza por su dinamismo y en especial por las actuaciones de Doherty en vivo. Durante su actuación en el Reading Festival, Doherty decidió dedicar «Under the Tide» a Harambe, el gorila asesinado meses antes en el zoológico de Cincinnati.

## Vídeo musical
El vídeo musical de «Under the Tide» fue dirigido por Sing J. Lee, fue publicado en el canal de YouTube de la banda el 23 de octubre de 2014.